# Kleine Maräne
Die Kleine Maräne, Zwergmaräne oder Kaisermaräne (Coregonus albula) ist ein Süßwasserfisch aus der Familie der Lachsfische (Salmonidae).

## Merkmale
Die Kleine Maräne hat eine schlanke Körperform. Sie wirkt heringsähnlich, hat aber wie andere Maränen eine Fettflosse. Das Maul erscheint oberständig, da der Unterkiefer etwas vorsteht. Die Seiten und der Bauch sind silbern, während der Rücken blaugrün gefärbt ist. Die Länge kann bis 35 Zentimeter betragen, liegt aber durchschnittlich nur bei rund 25 Zentimeter.

## Vorkommen
Sie kommen in Nordeuropa von Großbritannien bis in den Nordwesten Russlands vor. Neue Besatzmaßnahmen unterstützen eine weitere Ansiedlung in Deutschland, vorwiegend in ehemaligen Tagebauen, welche geflutet worden sind. Diese bieten einen günstigen Lebensraum, so zum Beispiel im Leipziger Neuseenland. Sie leben nicht nur im Süßwasser, sondern kommen auch in der Ostsee im Bottnischen Meerbusen und im Finnischen Meerbusen vor. Sie leben bis in eine Wassertiefe von etwa 30 Metern. In Norddeutschland findet man sie besonders östlich der Elbe.
Eine besondere Wachstumsform ist in der Feldberger Seenlandschaft beheimatet. Die Männchen besitzen ein mittelständiges Maul und werden bis zu 20 Zentimeter lang, die Weibchen besitzen ein oberständiges Maul und werden bis zu 17,5 Zentimeter lang. Beide besitzen einen ausgeprägten Bauch.

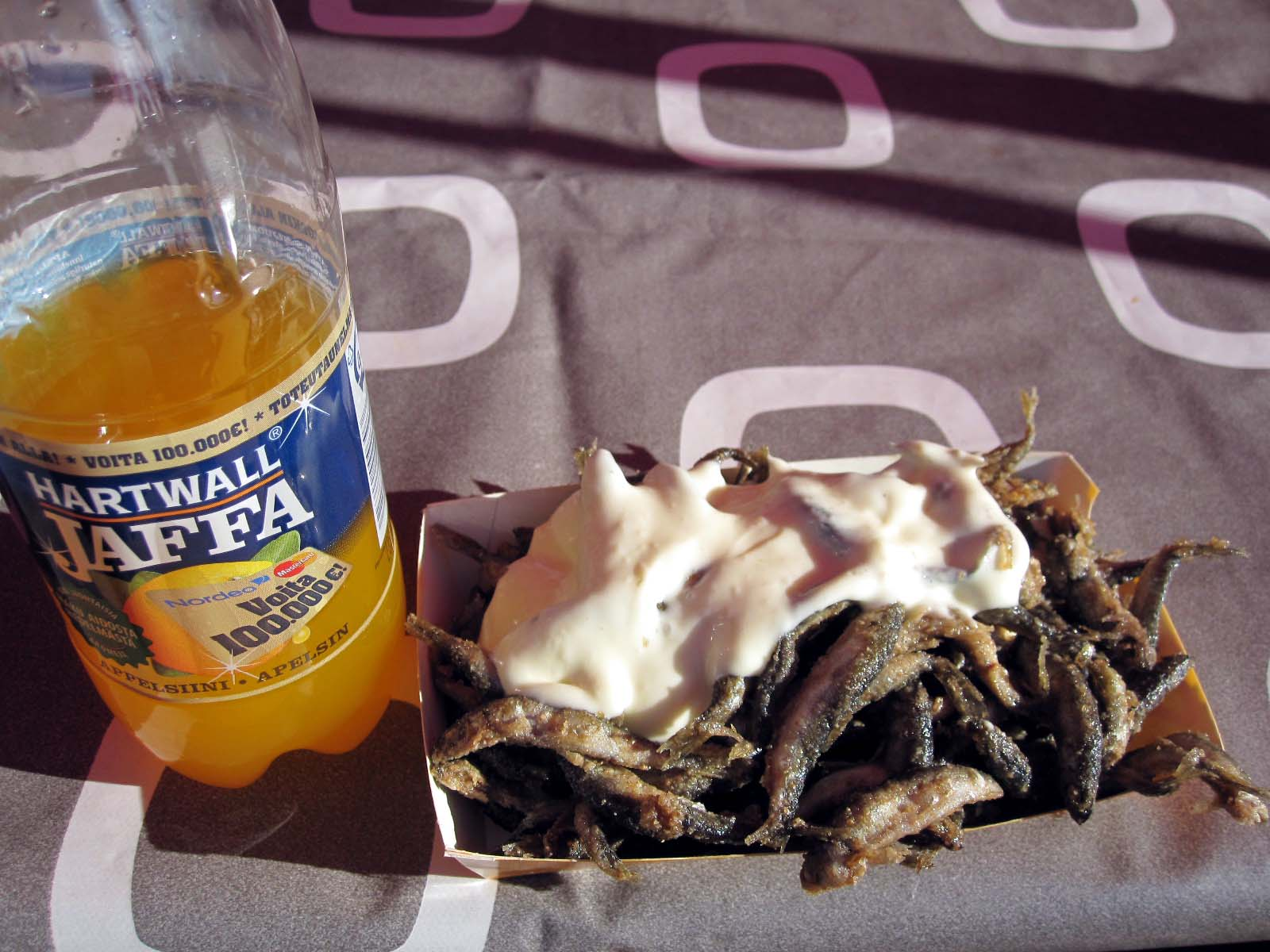
Kleine Maränen (Muikku) als kleine Mahlzeit in Helsinki

## Lebensweise
Die Kleine Maräne ist ein stationärer Schwarmfisch des Freiwassers, zumeist größerer und nährstoffarmer Seen, kann aber auch als Wanderform in der Ostsee vorkommen. Die Nahrung besteht ausschließlich aus Zooplankton. Die Laichreife tritt mit zwei bis drei Jahren ein. Die Laichzeit liegt nach der Herbstzirkulation bei Temperaturgleichheit von 4 bis 7 °C, was den Monaten November bis Dezember entspricht. Die etwa zwei Millimeter großen Eier werden über Sand, Kies oder Wasserpflanzen abgegeben. Die Entwicklungszeit beträgt aufgrund der niedrigen Temperaturen 100 bis 120 Tage.

## Nutzung
Kleine Maränen werden als Speisefisch genutzt und sind u. a. in Skandinavien eine beliebte Grundlage verschiedener Gerichte (Muikku).